# Alchemilla litardierei
Alchemilla litardierei é uma espécie de rosácea do gênero Alchemilla, pertencente à família Rosaceae.